# Nova Roma (Brésil)
Pour les articles homonymes, voir Nova Roma.

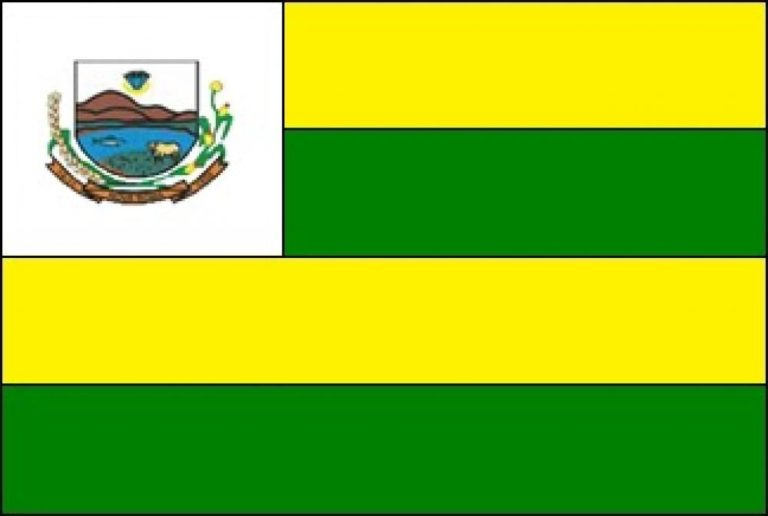

Nova Roma est une ville de l'État de Goiás, au Brésil.

## Maires
| Période | Période | Identité                  | Étiquette | Qualité |
| ------- | ------- | ------------------------- | --------- | ------- |
| 2009    | 2012    | Josimar Ferreira da Silva | PR        |         |